# Paraviadana septentrionalis
Paraviadana septentrionalis är en insektsart som beskrevs av Piza Jr. 1980. Paraviadana septentrionalis ingår i släktet Paraviadana och familjen vårtbitare. Inga underarter finns listade i Catalogue of Life.